# 小林哲生
小林 哲生（こばやし てつお）は、日本の生体医工学者。京都大学名誉教授、国際複合医工学会 (ICME) 副理事長。

## 人物・経歴
北海道生まれ。1975年北海道室蘭栄高等学校卒業。1979年北海道大学工学部電子工学科卒業。1984年北海道大学大学院工学研究科博士課程修了、工学博士。
1984年北海道工業大学講師。1986年北海道工業大学助教授。1987年ロチェスター大学客員研究員。1992年北海道大学電子科学研究所講師。1994年北海道大学電子科学研究所助教授。1996年サイモンフレーザー大学客員准教授。
2004年京都大学大学院工学研究科電気工学専攻教授。2017年電気工学専攻長。2022年定年退職、京都大学オープンイノベーション機構特定教授、京都大学名誉教授。
専門は生体医工学、脳機能イメージング、視覚神経科学で、国際複合医工学会副理事長、国際脳電磁図トポググラフィ学会 (ISBET) 理事、日本生体磁気学会理事・監事なども務めた。

## 受賞
- 2008年 国際複合医工学会ベストペーパーアワード[5]
- 2009年 国際複合医工学会ベストペーパーアワード[5]
- 2009年 国際脳電磁図トポグラフィ学会ベストペーパーアワード[5]
- 2011年 IEEEマグネティクソサイアティベストポスターアワード[5]
- 2013年 国際複合医工学会ICME Special Talk Award[5]
- 2016年 国際複合医工学会フェロー[5]
- 2017年 日本生体医工学会生体医工学シンポジウム2017ベストレビューワーアワード[5]
- 2018年 日本ヒト脳機能マッピング学会ベストポスターアワード[5]
- 2018年 国際医用生体工学連合James Zimmerman賞[5]